# Armstrong Whitworth Siskin
Armstrong Whitworth Siskin là một loại máy bay tiêm kích hai tầng cánh của Anh trong thập niên 1920, do hãng Armstrong Whitworth Aircraft sản xuất.

## Biến thể
- Siddeley Deasy S.R.2 Siskin
- Siskin II
- Siskin III
- Siskin IIIA
- Siskin IIIB
- Siskin IIIDC
- Siskin IV
- Siskin V

## Quốc gia sử dụng

### Quân sự
Canada
- Không quân Hoàng gia Canada

 Estonia
- Không quân Estonia

 Thụy Điển
- Không quân Hoàng gia Thụy Điển

 Anh Quốc
- Không quân Hoàng gia[2]

### Dân sự
Anh Quốc
- Air Service Training Limited

## Tính năng kỹ chiến thuật (Siskin IIIA)
Dữ liệu lấy từ The British Fighter since 1912
Đặc điểm tổng quát
- Tổ lái: 1
- Chiều dài: 25 ft 4 in (7,72 m)
- Sải cánh: 33 ft 2 in (10,11 m)
- Chiều cao: 10 ft 2 in (3,10 m)
- Diện tích cánh: 293 ft² (27,22 m²)
- Trọng lượng rỗng: 2.061 lb (935 kg)
- Trọng lượng cất cánh tối đa: 3.012 lb (1.366 kg)
- Động cơ: 1 × Armstrong Siddeley Jaguar IV, 385 hp (287 kW[4])

 Hiệu suất bay 
- Vận tốc cực đại: 136 kn (156 mph, 251 km/h) trên mực nước biển
- Tầm bay: 243 nmi[5] (280 mi, 450 km)
- Trần bay: 27.000 ft (8.230 m)
- Vận tốc leo cao: 2.953 ft/phút (900 m/phút)
- Thời gian bay: 1 giờ 12 phút
- Leo lên độ cao 10.000 ft: 7 phút 5 giây

Trang bị vũ khí

- 2 × Súng máy Vickerss 0.303 in (7,7 mm)
- 4 × quả bom 20 lb (9 kg)